# Замковецька вулиця
Замкове́цька ву́лиця — вулиця в Подільському районі міста Києва, місцевості Замковище та Біличе поле. Пролягає від Мостицької вулиці до Полкового провулку.
Прилучаються Жашківська вулиця (двічі), провулки Замковецький, Білицький, Старицького та Парковий, вулиці Переяславська, Опільська, Глухівська і Хотинська.

## Історія
Початкова частина вулиці (до Білицького провулку) прокладена у 1-й чверті XX століття (вперше згадана у 1920 році), решта — у 40-ві роки XX століття. Назву дістала від урочища Замковище, крізь яке вона проходить.